# It’s Such a Beautiful Day
It’s Such a Beautiful Day ist ein US-amerikanischer Animationsfilm von Don Hertzfeldt aus dem Jahr 2012. Der Film wurde über mehrere Jahre hinweg in drei Kapiteln nach und nach veröffentlicht.

## Handlung
Die Geschichte wird ausschließlich aus Sicht des Protagonisten Bill durch einen allwissenden Erzähler erzählt.

### Everything Will Be OK
Bill ist ein erwachsener Mann der alleine in einer Großstadt lebt. Dem Zuschauer wird schnell klar, dass Bill an einem nicht genauer definierten Hirnschaden leidet. Bill stellt sich seltsame und banale Fragen über seinen Alltag und hat nachts konfuse Träume. Seine Mitmenschen verhalten sich fürsorglich ihm gegenüber – besonders seine Exfreundin, mit der er immer noch viel Zeit verbringt und die als einzige in der Lage ist die verrückten Gespräche mit ihm einzuordnen.
Nach einer plötzlichen Inkontinenz beschließt Bill ins Krankenhaus zu gehen. Auf dem Weg bekommt er Halluzinationen von Menschen mit Tierköpfen und sich verformenden Bildern. Der Arzt sagt Bill, dass seine derzeitige Therapie nicht anschlägt und ändert seine Medikamente. Er solle sich keine Sorgen machen, „Alles wird wieder gut werden“.
Zu Hause nehmen seine Halluzinationen zu und werden immer mehr zu alptraumhaften Wahnvorstellungen. Bill dreht durch, wird gewalttätig und bricht schließlich in einer Gasse zusammen. Im Krankenhaus gibt man Bill nicht mehr lange zu leben. Seine Mutter und sein Onkel reisen im Glauben an Bills baldigen Tod an, doch Bill erholt sich zum Erstaunen seiner Mitmenschen von dem schweren Zusammenbruch. Seine Beerdigung wird abgesagt und Bill aus dem Krankenhaus entlassen.

### I Am So Proud of You
Im zweiten Kapitel wird Bills Vergangenheit beleuchtet. Seine Familie hat eine sehr lange medizinische Vorgeschichte unterschiedlichster Geisteskrankheiten. So litt Bills Großmutter an einem Hirntumor, der gewalttätige Wahnvorstellungen auslöste. In Bills Kindheit stirbt sein körperlich wie geistig behinderter Cousin Randyl durch einen Unfall. Bills Mutter zieht sich daraufhin immer mehr in ihr Haus zurück. In übertriebener Angst um ihren Sohn zwingt sie Bill stets dazu Winterkleidung, Helm und Handschuhe zu tragen, wenn dieser das Haus verlässt. Bills Stiefvater verlässt die Familie, was die Verlustängste der Mutter gegenüber Bill weiter verstärkt. Von nun an legt sie ihm täglich einen Zettel mit in seine Brotdose auf dem steht: „Ich bin so stolz auf dich“. Fünf Jahre von Bills Kindheit vergehen auf diese Weise.
Bill lebt nach seiner Entlassung aus dem Krankenhaus sein Leben normal weiter. Urplötzlich erhält er die Nachricht vom Tod seiner Mutter. Diese hatte nach Bills Genesung ihre Medikamente abgesetzt und ist im Wahn vor einen Zug gelaufen. Unter ihrem Nachlass, findet Bill alte Fotoalben, u. a. von sich selbst, des Weiteren ein psychiatrisches Gutachten, das seiner Mutter empfiehlt nie ein Kind zu bekommen. Er findet auch das Notizbuch seiner Mutter, in dem diese den Satz „Ich bin so stolz auf dich“ immer wieder in Schönschrift geübt hatte.
Bill bekommt eine Vision, er sieht sich in der Zukunft auf seinem Sterbebett liegen. All die Jahre hatte er sich eingeredet nie sterben zu wollen, doch nun erkennt er, dass er eigentlich diesen Augenblick stets herbeigesehnt hat. Trotz nun wiederauftretender Erinnerungslücken, bescheinigt ihm sein Arzt einen hervorragenden Gesundheitszustand. Bill verabredet sich mit seiner Exfreundin und glaubt, dass „alles vielleicht endlich gut wird“. Kurz darauf bekommt er einen Schlaganfall.

### It’s Such a Beautiful Day
Bill wird nach seinem Schlaganfall erfolgreich reanimiert, doch sein Gehirn hat sehr starke Schäden davongetragen. Er hat sehr große Erinnerungslücken, die sein Gehirn versucht durch erfundene Erinnerungen aufzufüllen. Dies tat Bill schon zuvor, so sind sein toter Cousin Randyl, sowie alle geisteskranken Vorfahren reine Einbildung gewesen, um seinen Zustand zu erklären. Zusätzlich zu diesen Erinnerungslücken leidet Bill unter einer fortschreitenden Amnesie, die ihn nach und nach alles vergessen lässt und die Bildung neuer Erinnerungen weitestgehend verhindert. So erlebt er durch die Besuche seiner Exfreundin zwar die schönste Zeit seines neuen Lebens, vergisst jedoch zunächst ihre Besuche und später jegliche Erinnerung an sie völlig.
Ein neuer Arzt führt unterschiedliche Tests an Bill durch. Bis die Ergebnisse feststehen darf er unter Aufsicht seines Onkels nach Hause. Aufgrund seiner Amnesie erledigt er immer wieder dieselben Einkäufe und Spaziergänge. Ein Anruf seines Arztes gibt ihm die Gewissheit, dass er sehr bald sterben wird. Von diesem Moment an sieht Bill das Schöne in allen kleinen Dingen des Lebens und seiner Umgebung.
Bills Onkel gibt ihm im Auftrag seiner toten Mutter die Adresse von seinem leiblichen Vater, den er nie kennen gelernt hat. Bill fährt ihn in einem Pflegeheim besuchen. Sein Vater ist ein Pflegefall und zeigt selbst kaum geistige Regungen. Da Bill mittlerweile vergessen hat, wer der Mann ist, den er besucht, schaut er mit ihm eine Fernsehsendung an. Ohne zu wissen warum, sagt Bill seinem Vater, dass er ihm vergibt, woraufhin sein Vater zu weinen beginnt. Bill steigt wieder ins Auto und fährt nun ziellos durch die Nacht. Am nächsten Morgen legt er sich an ein sonniges Plätzchen unter einem Baum und denkt: „Was für ein wunderschöner Tag“. Eine Abblende deutet Bills Tod an.
Der Erzähler unterbricht die Schwärze, unfähig Bills Tod zu akzeptieren. Er erzählt, dass Bill ewig weiterleben und ein außergewöhnlicher Mensch werden wird. Er wird alles lernen was es zu lernen gibt, sich unzählige Male verlieben und hunderttausende Kinder zeugen. Er wird die Menschheit selbst überleben und selbst Zeuge vom Ende des Universums werden.